# II Большой Медведицы
II Большой Медведицы (лат. II Ursae Majoris), HD 109247 — двойная затменная переменная звезда типа W Большой Медведицы (EW:) в созвездии Большой Медведицы на расстоянии (вычисленном из значения параллакса) приблизительно 713 световых лет (около 219 парсеков) от Солнца. Видимая звёздная величина звезды — от +8,48m до +8,17m.